# Оикава, Косиро
Косиро Оикава (яп. 及川 古志郎 Оикава Косиро:, 16 февраля 1883 — 9 мая 1958) — адмирал Императорского флота Японии, министр флота и начальник генерального штаба флота в годы Второй мировой войны.

## Биография
Родился в 1883 году в богатой семье в сельской местности уезда Коси префектуры Ниигата, но вырос в городе Мориока префектуры Иватэ. 
После окончания Кайгун хэйгакко служил мичманом на крейсерах «Ицукусима» и «Издумо», во время русско-японской войны — на крейсере «Чиода», принял участие в Цусимском сражении. 
Став лейтенантом, служил на крейсере «Катори» и эскадренном броненосце «Микаса». 28 апреля 1911 года получил под командование свой первый корабль — эсминец «Асасио». Затем служил на эсминце «Югири», а в 1914 году поступил в Кайгун дайгакко.
По окончании обучения получил звание лейтенант-коммандера и в 1915—1922 годах был адъютантом кронпринца Хирохито. 1 декабря 1923 года был произведён в кэптены и получил назначение на крейсер «Кину», а в следующем году — на крейсер «Тама». Позднее занимал ряд штабных должностей, пока 10 декабря 1928 года не был произведён в контр-адмиралы. В 1930 году получил назначение в Генеральный штаб Императорского флота Японии, в 1932 году стал ректором Кайгун хэйгакко, 15 ноября 1933 года был произведён в вице-адмиралы. Во время службы в генеральном штабе принадлежал к «фракции договора», выступая за строгое соблюдение положений Лондонского морского договора.
В 1935 году стал главнокомандующим 3-м флотом, в 1936 году возглавил Авиационное бюро Императорского флота, в 1938 году стал главой Китайского флота, в 1940 году возглавил Йокосукский морской район. 15 ноября 1939 года получил звание адмирала.
Во 2-м и 3-м кабинетах Фумимаро Коноэ Косиро Оикава имел портфель министра флота. В этой должности он выступал за поддержку связей с США и инструктировал военно-морского атташе в Вашингтоне работать вместе с послом над предотвращением разрыва между Японией и США; аналогично в 1941 году он выступил против объявления Японией войны СССР.
В конце 1944 года возглавил Генеральный штаб флота. В мае 1945 года подал в отставку в знак протеста против отказа императора рассмотреть возможность мирных переговоров в условиях, когда война была явно проиграна. 5 сентября 1945 года покинул действительную службу.